# کلاوس بهرنس
کلاوس بهرنس (آلمانی: Klaus Behrens؛ زادهٔ ۳ اوت ۱۹۴۱) قایقران روئینگ اهل آلمان بود.
وی در مسابقات کشوری و بین‌المللی در مجموع برندهٔ ۴ مدال طلا، ۱ مدال نقره شده‌است.